# Поляков, Константин Михайлович
Константин Михайлович Поляков (22.10.1912, Яконово — 27.09.1995) — российский металлург, лауреат Ленинской премии.

## Биография
Родился в деревне Яконово (сегодня — Вышневолоцкий район, Тверская область).
С 1943 по 1981 г. работал на опытном заводе НПО Энергомаш им. академика В. П. Глушко (Химки) в должностях от инженера до главного металлурга.
Автор разработок новых технологических процессов по металловедению, сварке и пайке агрегатов ЖРД.
Ленинская премия — за большой вклад в создание двигателей РД-107 и РД-108 для запуска первого искусственного спутника Земли в 1957 г.
Награждён двумя орденами Трудового Красного Знамени.
Автор изобретений и книг по металлургии.